# ハペ
ハペ (英文社名：Hape Holdings AG) はドイツ創業の木製玩具メーカー。
世界60以上の国と地域に販売展開しており、主要品目は幼児・子供向けの知育玩具。
コーポレートメッセージは 「Love Play Learn (遊んで身につく、考えるチカラ)」
2017年9月にハペ・ジャパンを設立。

## 概要
“遊んで考える力を、子ども達に身につけてほしい”(Love Play Learn)との思いから、1986年に創業者 Peter Handstein (ピーター・ハンドシュタイン)によってドイツで設立。主に0歳から6歳までの子どもに向けた、品質と安全性にごだわった知育玩具を設計・製造し、子ども達へ提供している。木材を中心とした環境に優しい素材を用いており、ベルリン、パリ、ミラノ、ロンドン、ニューヨーク、東京などの主要都市を中心に世界60以上の国と地域で販売され、品質とデザインにも注力している。2018年より成長の早い竹の素材も扱っている。
尚 Love Play Learn は、2018年6月日本発行のカタログによると、子ども達は親子の愛(Love)につつまれ、遊びの中で成功と失敗の体験をしながら(Play)、様々なことを学ぶ(Learn)という意味に由来する。
日本では2018年7月にトイザらス・ベビーザらス(トレッサ横浜店)にハペ旗艦店を開店した。

## 理念
2018年6月日本発行のオンラインカタログや公式サイトによると、おもちゃの理念として以下が挙げられる。
「生み出す力」を育てるおもちゃ
グローバル、ネットワーク、デジタル、AI、クラウドなど、子どもたちを取り巻く環境が大きく変化している中、子どもたちにはコンピュータで補うことの出来ないコミュニケーション力や創造力・想像力が大事になると予測され、その時代を生き抜く「生み出す力」を育むおもちゃの提供を目指している。
プログラミング思考を育むおもちゃ
2020年より小学校の義務教育でプログラミング教育の始まりは、物事を順序立てて考えるプログラミング思考を育まれることに繋がるが、土台として自分で考えて正解のない問題を解決していくための「物事を組み合わせて筋道を立ててゴールに繋げていく力」を育むためのおもちゃを目指している。
遊んで身につく、6つのチカラ
新生児、赤ちゃんから幼児期(0歳－6歳)の成長段階に合わせて、6つの力を育むとの思いで工夫されている。
1. モノづくり(創造力・想像力) / imagination & Creativity
2. コミュニケーション / Social Skills
3. 自分を理解する / Self Discovery
4. 手と指の運動 / Fine Motor Skills
5. カラダの動かし方 / Physical Skills
6. プログラミング思考 / Problem Solving

## 特徴
カラフルな欧州デザイン
ドイツ、イタリア、スイス、スウェーデン等でデザインされている。
各国の基準をクリアした安心・安全
極寒の北欧、灼熱乾燥の中東、高温多湿の東南アジアなど、世界の過酷な使用環境下でも遊ばれている事から、世界各国基準のノウハウを持つ。ドイツ、ルーマニア、ラトビア、中国といった国々に自社工場を持ち、安全監査部門での各試験で、ST、ASTM、CE等の世界の主要な玩具安全基準に合格している。

## 各国事業所・関連会社
公式サイトによると
- Hape Holdings AG (スイス)
- Hape International AG (ドイツ)
- Hape International (Ningbo) Co.,Ltd. (中国)
- Happy Arts & Crafts (Ningbo) Co.,Ltd (中国)
- Hape International (Hong Kong ) Ltd. (香港)
- Hape International Inc. (アメリカ・カナダ)
- Hape International Milano SRL (イタリア)
- Hape France (フランス)
- Hape Manufacture SRL (ルーマニア)
- Hape Japan Inc. (日本)
- Kathe Kruse GmbH (キャセクルーズ)
- Poly M (ポリーM)
- Go Toy (ゴートイ)
- Senger (ゼンガ―)